# Нави (музичка група)
Нави је белоруска инди-поп група из Минска.

## Историја
Састав групе чине Артјом Лукјаненко, Ксенија Жук, Владислав Чешчевик, Александр Тобољскиј и Владимир Берег.
Године 2015, стекли су номинацију за музичку награду Хероји- за годину 2015.
2016. су се такмичили у белоруској националној селекцији за представника за Песму Евровизије 2016. са песмом Гэта зямля(Ова земља), а у финалу су завршили четврти. Наредне године учествују са песмом Гiсторыя майго жыцця (Прича мог живота) и побеђују. На Песми Евровизије 2017. која ће се одржати у Кијеву, наступиће у другој полуфиналној вечери..

## Састав групе
- Артјом Лукјаненко- вокал, гитара
- Ксенија Жук- вокал, клавир
- Владислав Чешчевик- бас
- Александр Тобољскиј- елекртична гитара
- Владимир Берег- удараљке

## Дискографија

### Албуми
- Лови (2014)
- Сонцам сагрэтыя (2014)
- Иллюминация (2017)

### Синглови
- Гэта зямля (2015)
- Гiсторыя майго жыцця (2015)
- Мы просыпаемся (2016)